# 綠綺清韻
《綠綺清韻》，古琴譜，清光緒石印本，徐臚先輯。

## 琴譜介紹
前有“光緒十年八月絃徐臚先紫佩甫識”自序；次爲琴面琴背諸城圖，琴絃徽五音定位，古琴四則，律呂隔八相生圖，三分損益圖，二百單三指掌，二十五調指掌，再次爲曲目，曲譜共十曲。